# Nicolas Desforges
Pour les articles homonymes, voir Desforges.
Nicolas Desforges, né le 3 juin 1955 à Neuilly-sur-Seine (Hauts-de-Seine), est un haut fonctionnaire qui fut préfet de la Guadeloupe lors des mouvements sociaux de 2009.

## Biographie

### Études
Il fait ses études secondaires à l’École Albert-de-Mun (lycée Albert-de-Mun) de Nogent-sur-Marne (Val-de-Marne).
Titulaire d’une maîtrise en droit et diplômé de Sciences-Po Paris (Service public, 1977), il entre à l’ENA en 1981 (promotion « Solidarité »).

### Haut fonctionnaire
Sorti administrateur civil de 2e classe en 1983, il intègre le ministère de l’Intérieur et de la décentralisation en juin, puis est nommé en août, sous-préfet, directeur du cabinet du commissaire de la République de la Manche, avant d’occuper les mêmes fonctions auprès du commissaire de la République de la Basse-Normandie et du Calvados, à partir d’octobre 1984.
Il quitte la Basse-Normandie en août 1986 pour devenir commissaire adjoint de la République de l’arrondissement d’Aubusson (Creuse). Nommé administrateur civil de 1re classe en 1988, il devient fin septembre chef du service organisation et méthodes à la préfecture de police. Douze mois plus tard, est affecté au cabinet du préfet de police, dont il devient le chef de cabinet en novembre 1989 avant être nommé administrateur civil hors classe.
Sous-préfet hors-classe à partir d’août 1993, il est nommé sous-préfet de l’arrondissement de Pointe-à-Pitre (Guadeloupe), puis revient à Paris auprès du Premier ministre Alain Juppé comme chef de cabinet en mai 1995. Devenu préfet hors cadre fin octobre 1996, il est chargé d’une mission de service public relevant du gouvernement puis est muté préfet du Cantal en novembre 1997, préfet d’Eure-et-Loir en septembre 2001.
Le 9 février 2004, il est nommé préfet de la Manche et passe une année à Saint-Lô.
Le 1er mars 2005, il devient directeur général des services de l’Association des maires de France (AMF).
Il est ensuite nommé directeur de cabinet des secrétaires d’État chargés de l’Outre-mer (Christian Estrosi puis Yves Jégo), puis préfet de la Guadeloupe, par décret du 21 octobre 2008. Il y est confronté aux mouvements sociaux en Guadeloupe début 2009. Le 5 mars 2009, après 44 jours de conflit, il signe au nom de l’État un protocole d’accord, signé aussi par Élie Domota pour le LKP et Victorin Lurel le président du conseil régional. Par la suite, il doit regagner la métropole.
Il est nommé préfet de l'Oise du 29 octobre 2009 au 25 juillet 2013.
Nicolas Desforges est alors nommé délégué interministériel aux grands événements sportifs du 5 août 2013 au 24 janvier 2018, où il sera remplacé par Jean Castex.

## Récompenses et distinctions

### Décorations
- Chevalier de la Légion d'honneur Il est fait chevalier le 31 décembre 2004[7].
- Officier de l'ordre national du Mérite, promu officier le 14 mai 2014[8].
  -  Chevalier de l'ordre national du Mérite, le 10 mai 1995[9]
- Médaille pénitentiaire (2003)[10]